# Engelsk rävjakt
För andra betydelser, se Rävjakt (olika betydelser).

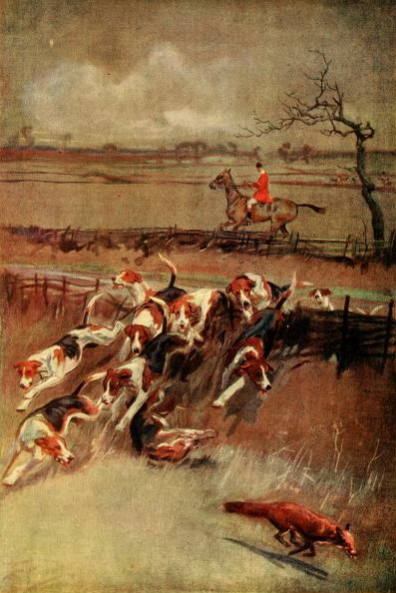
Fox-hunting, målning av Lionel Edwards, 1922.

Engelsk rävjakt är en traditionell form av jakt på främst räv som har utövats inom de anglosaxiska länderna och där jaktdeltagarna rider på hästar, samt att villebrådet jagas av ett hundkoppel.

## Allmänt
En annan form av jakt till häst där hundar används är parforcejakt, men denna jaktform avser inte primärt jakt på räv utan i första hand jakt på högvilt.

## Vilt som jagas vid engelsk rävjakt
Rödräv är det viltslag som främst förknippas med engelsk rävjakt, men i USA jagas även gråräv på detta sätt, liksom även prärievarg och rödlo. I bland annat Indien har guldschakal, men dessa anses vanligen som ett mindre lämpligt viltslag för denna typ av jakt då de tämligen omgående hinns upp av hundarna, samt risken för att hundar skadas eller dödas har ansetts alltför stor.

## Utövandet av engelsk rävjakt

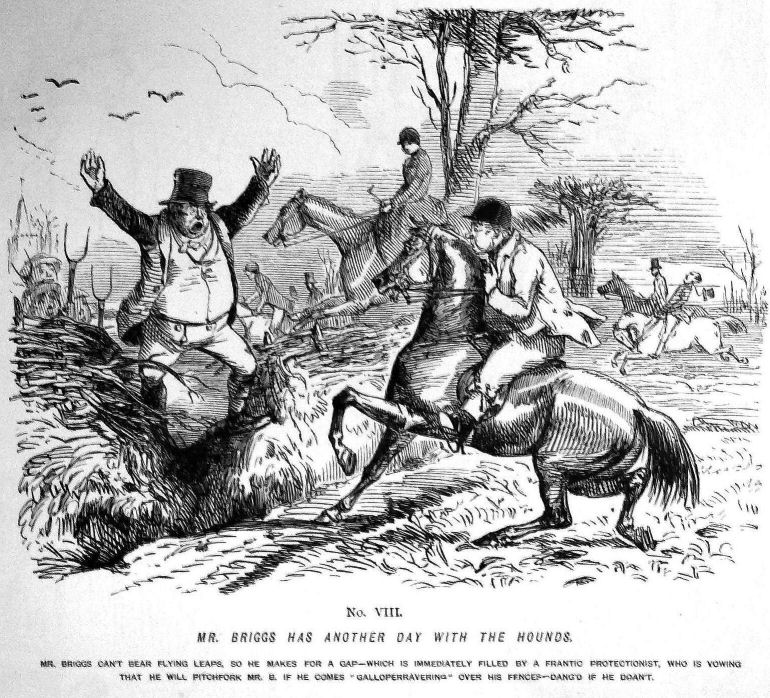
MR. BRIGGS HAS ANOTHER DAY WITH THE HOUNDS.
Mr. Briggs can't bear flying leaps, so he makes for a gap -- which is immediately filled with a frantic protectionist, who is vowing that he will pitchfork Mr. B. if he comes "galloperravering" over his fence -- dang'd if he doesn't.
John Leech, Punch.

Jakten består i att en räv spåras upp, och att ett koppel (engelska: pack) hundar jagar den. I Storbritannien har främst hundrasen Foxhound använts, medan American foxhound har nyttjats i USA. I Storbritannien rider jägarna efter drevet, men dessa är inte beväpnade, utan jakten syftar till att hundarna skall hinna upp räven och själva döda den. Går räven ner i gryt har terriers släppts ned, så att räven antingen lämnar grytet, eller dödas i grytet. I USA är det vanligaste att jakten avbryts utan att viltet dödas och organisationen "The Masters of Foxhounds Association of America" har som en av sina regler att hundarna inte själva skall få döda viltet.
Den första kända rävjakten av detta slag skall ha ägt rum 1534 i Norfolk, och jägarna utgjordes då av bönder vilkas syfte var att försöka minska spridningen av sjukdomar genom att jaga rävar. I Skottland förbjöds denna jaktform 2002. År 2005 förbjöds den även i England och Wales. Således kan engelsk rävjakt numera endast utövas på Nordirland i Storbritannien. Denna lagstiftning har ansetts vara kontroversiell. Detta har resulterat i att rättsfrågor angående lagstiftningens eventuella förenlighet med allmänna rättsprinciper har kommit att bli föremål för prövning av Överhuset. Saken har även upptagits till prövning av den Europeiska domstolen för de mänskliga rättigheterna. Denna jaktform kan för närvarande, förutom i Nordirland, även utövas på Irland.
I Storbritannien har denna jaktform kritiserats hårt och varit föremål för jaktsabotage. Kritiken har även präglats av att jaktformen förknippas med samhällets överklass. Det skall förekomma former av hubertusjakter där man har artificiella dofter eller en falsk rävsvans istället för en riktig räv.